# Via Castiglione
La Via Castiglione (anciennement connue sous le nom de Strada Castiglione, Stra Castión en bolonais) est l'une des 12 rues principales de Bologne.

## Histoire
La route relie la Piazza della Mercanzia, à côté des Deux Tours, à la porte du même nom et aux collines. L'odonyme encore utilisé aujourd'hui est documenté dès 1017 (strata que pergit ad castilioni), également dans la variante Strata Castilionis. 

## Monuments et lieux d'intérêt
- Palazzo Pepoli, une résidence noble médiévale qui abrite le Musée de l'Histoire de Bologne ;
- Palazzo Pepoli Campogrande, succursale de la Galerie nationale d'art ;
- Une façade mineure du Palais de la Caisse d'Épargne ;
- Certains palais sénatoriaux, dont le palais Cospi, le palais Guastavillani et le palais Poeti ;
- L'ancienne église de Santa Lucia, avec le collège jésuite adjacent qui abrite aujourd'hui le lycée Galvani ;
- Porte de Castiglione[1].

## Transport
Le long de la route, il y a plusieurs arrêts des transports publics locaux gérés par TPER.

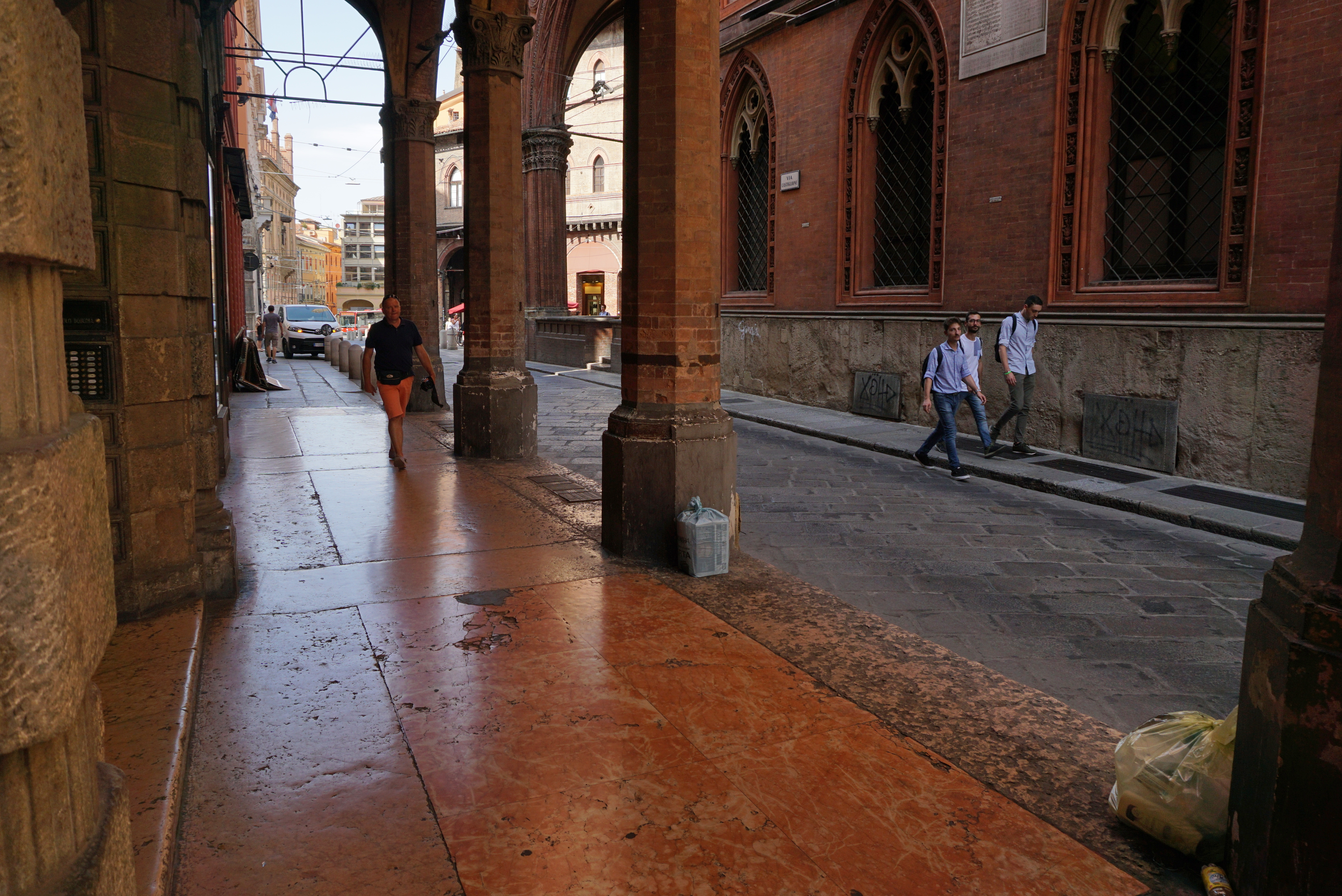
Près de la Piazza della Mercanzia
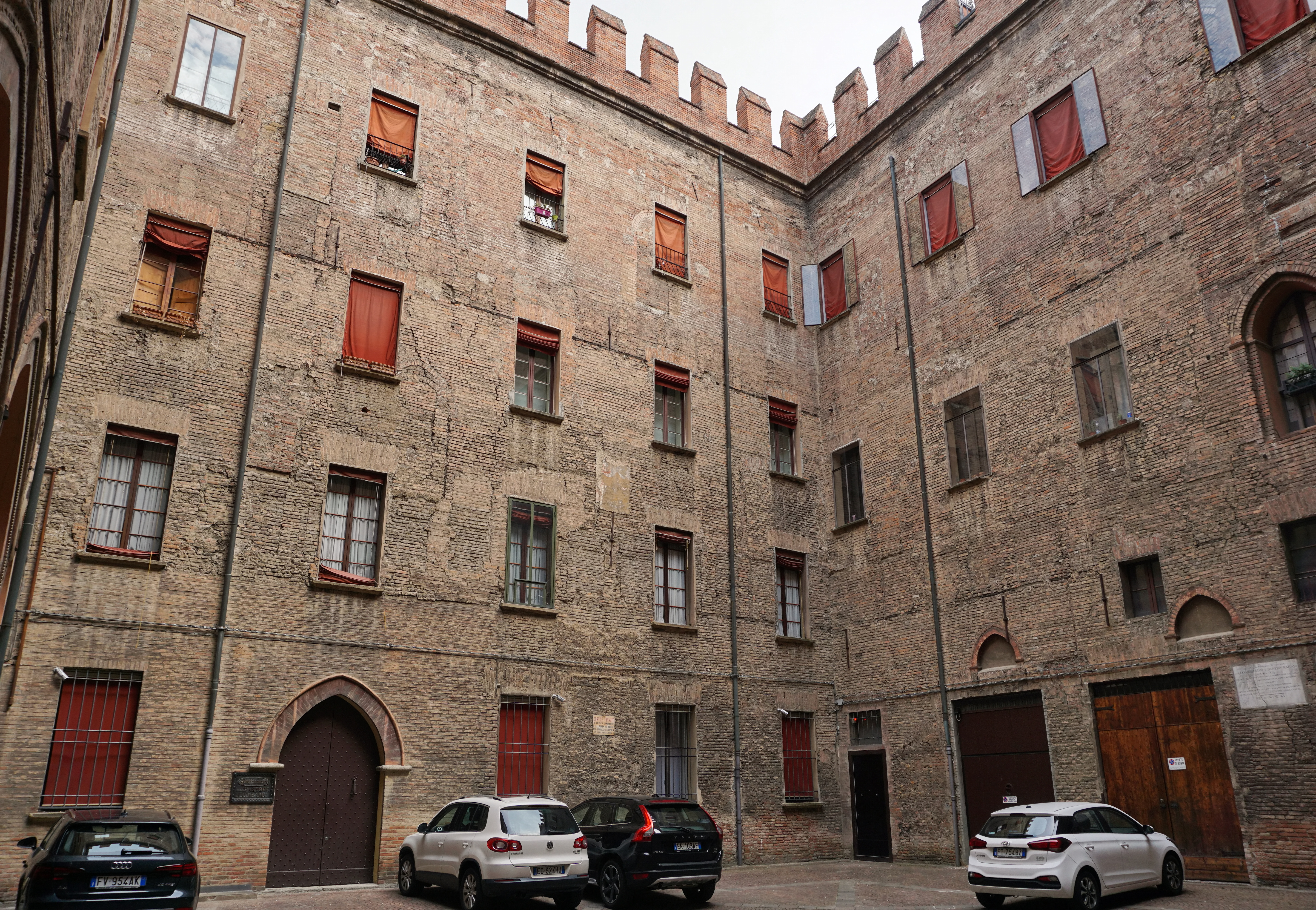
Cour intérieure
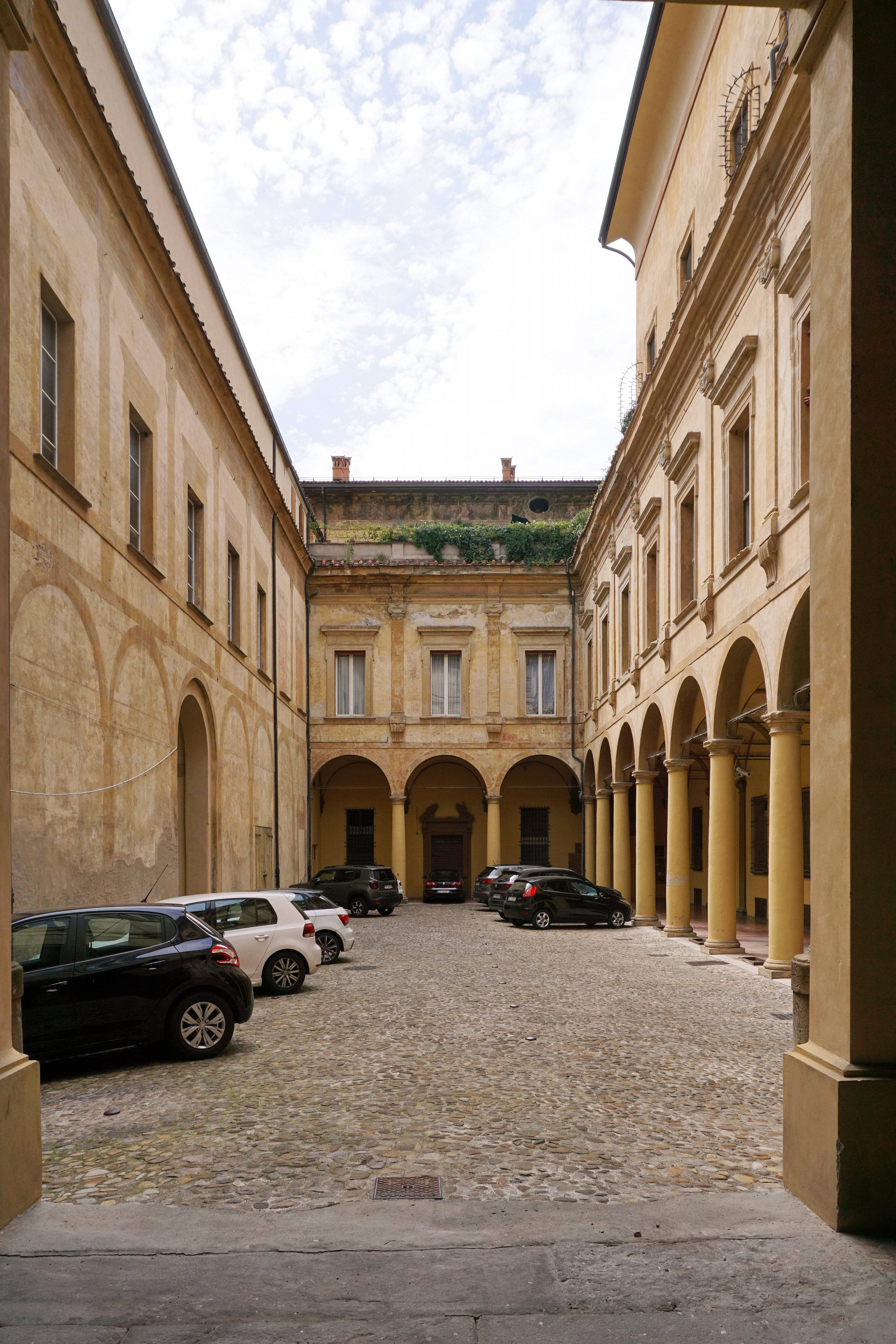
Cour du palais Pepoli Campogrande
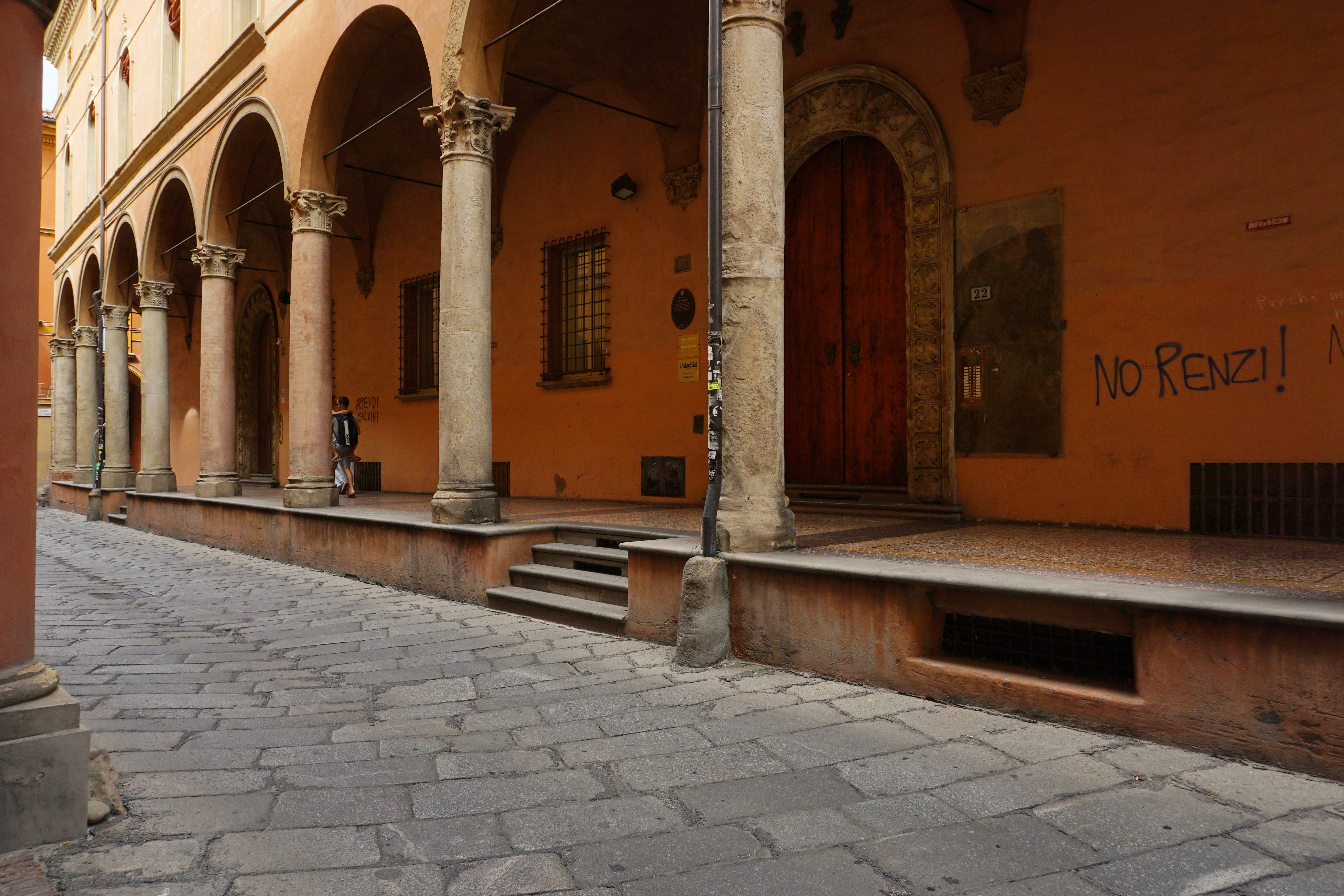
Palais Guastavillani, numéro 22
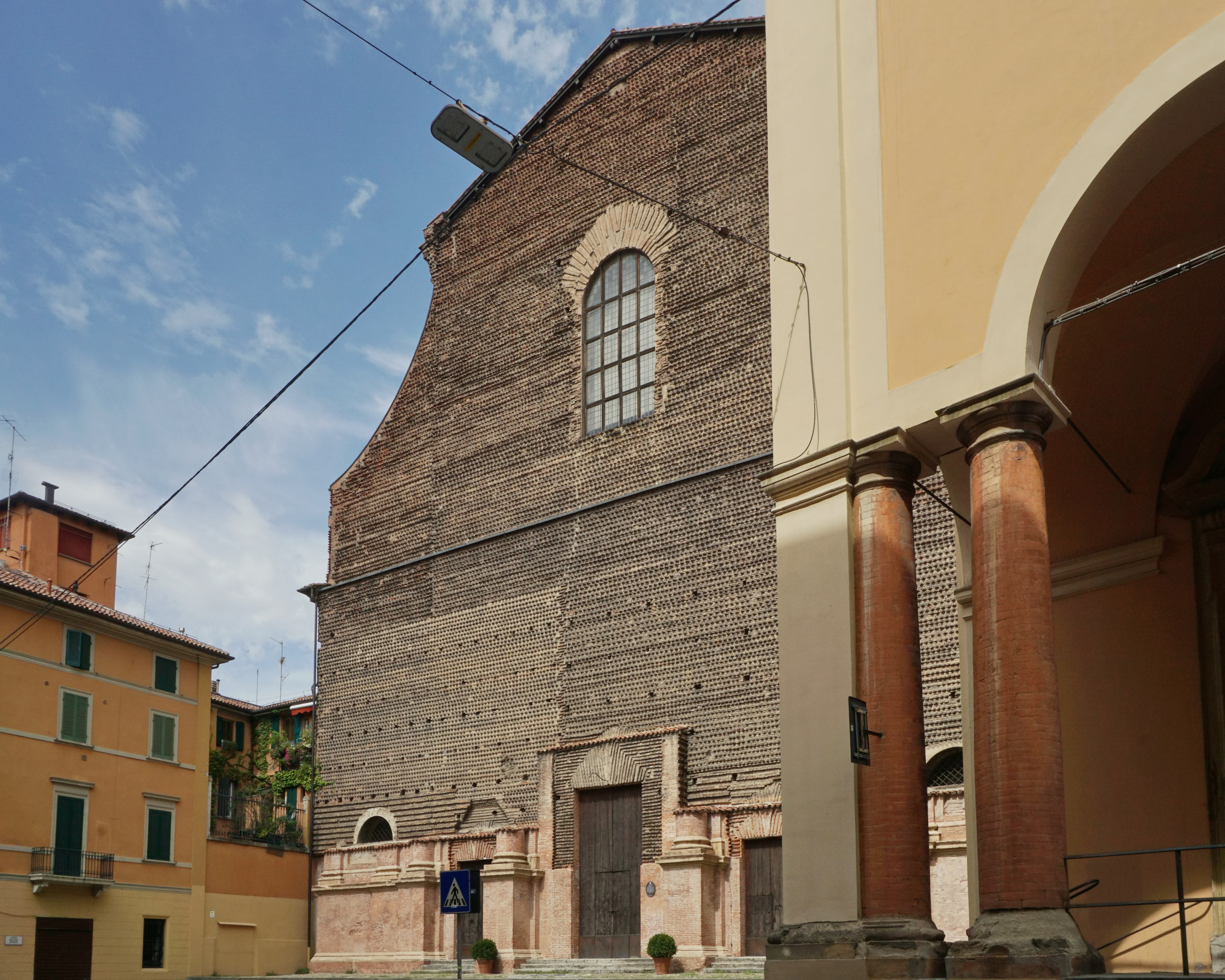
Aula Magna (ancienne église Santa Lucia)
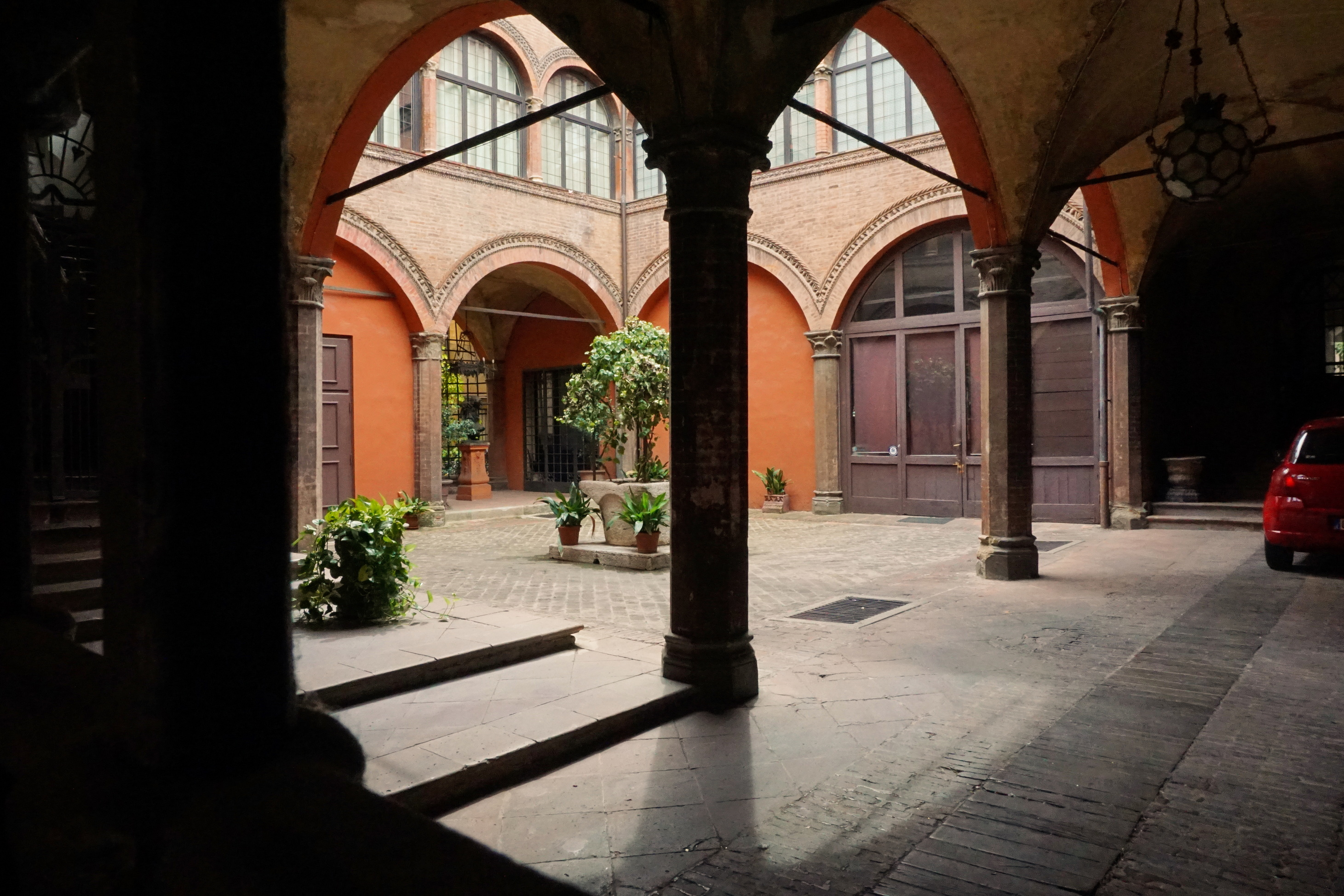
Cour intérieure
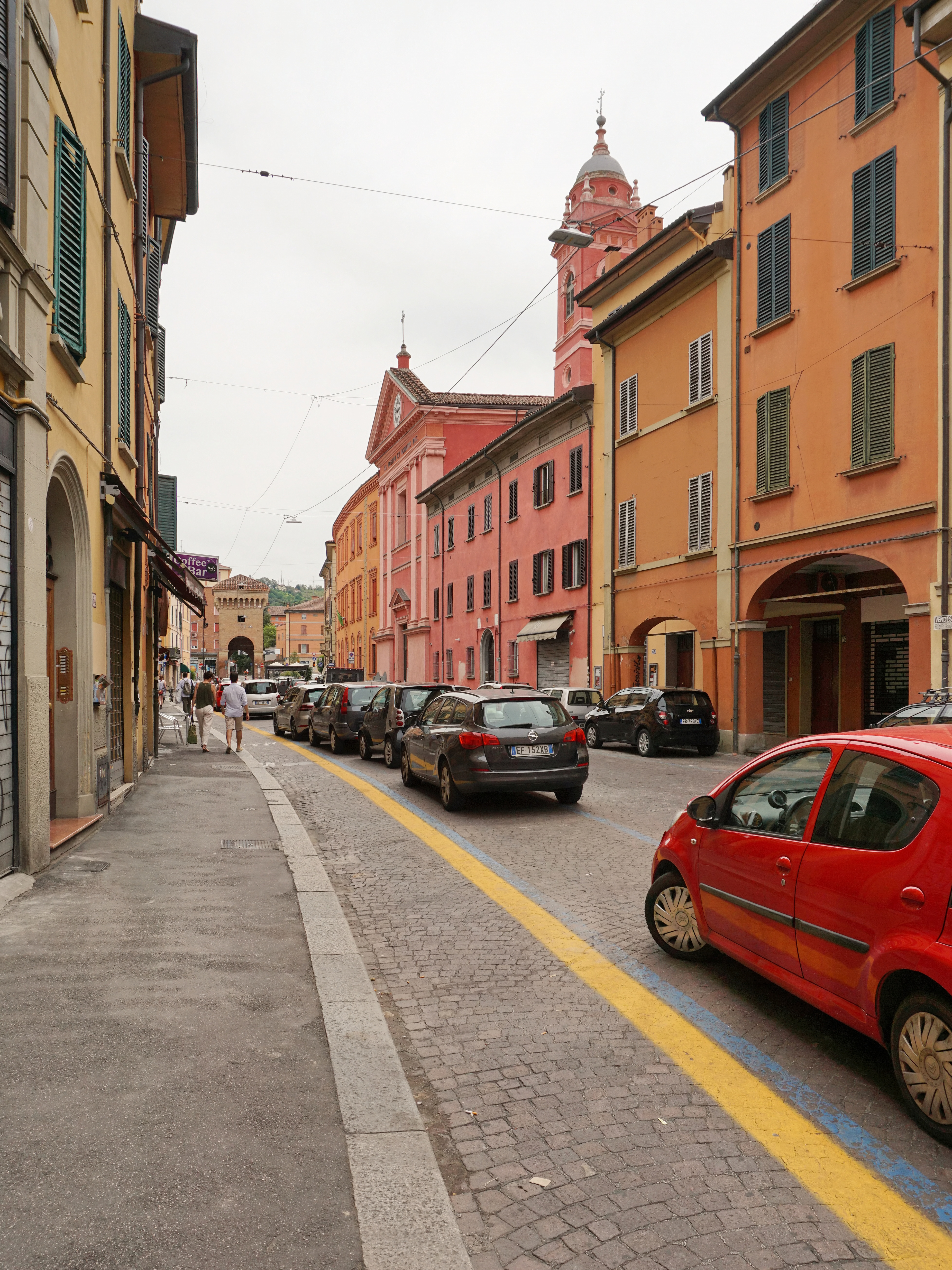
Vue avec l'église SS. Joseph et Ignace et Porta Castiglione